# Burr Steers
Burr Gore Steers (Washington, 8 ottobre 1965) è un regista, sceneggiatore e attore statunitense.

## Biografia
Steers è nato a Washington nel 1965. Il padre, Newton Ivan Steers Jr., è stato un deputato repubblicano per il Maryland, sua madre, Nina Gore Auchincloss, era la figlia dell'agente di cambio e avvocato Hugh D. Auchincloss, sorellastra minore dello scrittore Gore Vidal nonché sorellastra di Jacqueline Kennedy Onassis.. Steers è imparentato con Aaron Burr, terzo Vicepresidente degli Stati Uniti d'America.
Suo fratello Hugh Auchincloss Steers (1963-1995) è stato un pittore figurativo i cui lavori erano spesso focalizzata sul tema dell'AIDS. Ha un altro fratello, Ivan Steers, e cinque fratellastri dal secondo matrimonio di sua madre per il montatore Michael Whitney Straight.
Cresce tra Bethesda, Maryland e il quartiere di Georgetown, a Washington D.C., dove frequenta la St. Albans School. dopo essere stato espulso dalla Hotchkiss School e dalla Culver Military Academy, si laurea alla New York University.
Verso la fine degli anni ottanta intraprende la carriera da attore ed esordisce nel film Terrore senza volto di Scott Spiegel. Successivamente conosce Quentin Tarantino che lo fa lavorare in alcuni suoi film; è una voce radiofonica ne Le iene e interpreta Roger, soprannominato "Frangettone", in Pulp Fiction. Ha recitato anche per la televisione; nel film TV La vera storia di Billy the Kid ed è apparso nelle serie televisive The New Adam-12 e Due poliziotti a Palm Beach.
Nel 2002 scrive e dirige Igby Goes Down, per cui ottiene una candidatura agli Independent Spirit Awards 2003 come miglior sceneggiatura d'esordio. L'anno seguente è co-autore della sceneggiatura della commedia Come farsi lasciare in 10 giorni, con Kate Hudson e Matthew McConaughey.
Ha diretto anche episodi per serie televisive, tra cui The L Word, Weeds e Big Love. Nel 2009 dirige la commedia adolescenziale 17 Again - Ritorno al liceo, con protagonista Zac Efron. Nel 2010 dirige nuovamente Zac Efron in Segui il tuo cuore, basato sul romanzo Ho sognato di te di Ben Sherwood.
Dirige PPZ - Pride + Prejudice + Zombies, adattamento cinematografico dell'omonimo romanzo scritto da Seth Grahame-Smith, la cui distribuzione è prevista per il 2016..

## Filmografia

### Regista
- Igby (Igby Goes Down) (2002)
- 17 Again - Ritorno al liceo (17 Again) (2009)
- Segui il tuo cuore (Charlie St. Cloud) (2010)
- PPZ - Pride + Prejudice + Zombies (Pride and Prejudice and Zombies) (2016)

### Sceneggiatore
- Igby (Igby Goes Down), regia di Burr Steers (2002)
- Come farsi lasciare in 10 giorni (How to Lose a Guy in 10 Days), regia di Donald Petrie (2003)
- PPZ - Pride + Prejudice + Zombies (Pride and Prejudice and Zombies), regia di Burr Steers (2016)

### Attore
- Terrore senza volto (Intruder), regia di Scott Spiegel (1989)
- La vera storia di Billy the Kid (Billy the Kid) – film TV, regia di William A. Graham (1989)
- Le iene (Reservoir Dogs), regia di Quentin Tarantino (1992)
- Vado a vivere a New York (Naked in New York), regia di Daniel Algrant (1993)
- Pulp Fiction, regia di Quentin Tarantino (1994)
- The Last Days of Disco, regia di Whit Stillman (1998)